# Priazovka
Priazovka (del ruso: Приазовка) es un jútor del raión de Yeisk del krai de Krasnodar, en Rusia. Está situado en las tierras bajas de Kubán-Azov, en la península de Yeisk, cerca de la orilla meridional del golfo de Taganrog, 9 km al suroeste de Yeisk y 189 km al noroeste de Krasnodar, la capital del krai. Tenía 326 habitantes en 2010.
Pertenece al municipio Kújarivskoye.

## Transporte
Por la localidad pasa la carretera Yeisk-Kamyshevátskaya.